# Vertuusaari
Vertuusaari är en ö i Finland. Den ligger i sjön Saimen och i kommunen Puumala i den ekonomiska regionen  S:t Michel och landskapet Södra Savolax, i den södra delen av landet, 220 km nordost om huvudstaden Helsingfors. Öns area är 6,1 hektar och dess största längd är 430 meter i sydöst-nordvästlig riktning.